# پائولا باسکس
پائولا باسْـکِـس (اسپانیایی: Paula Vázquez‎؛ ‏ اسپانیایی: [βˈaθkeθ]؛ ‏ زادهٔ ۲۶ نوامبر ۱۹۷۴) مجری تلویزیون، مدل، بازیگر و روزنامه‌نگار اسپانیایی است که همچنین به‌خاطر فعالیت‌هایش در صنعت مد و مدلینگ شناخته می‌شود.
از فیلم‌ها یا مجموعه‌های تلویزیونی که وی در آن‌ها نقش داشته است، می‌توان به پل اشاره نمود.